# 萊特斯堡 (馬里蘭州)
萊特斯堡（英語：Leitersburg）是位於美國馬里蘭州華盛頓縣的一個普查規定居民點。

## 人口
根據2020年美國人口普查的數據，萊特斯堡的面積為4.54平方千米，當中陸地面積為4.54平方千米，而水域面積為0.00平方千米。當地共有人口569人，而人口密度為每平方千米125.33人。